# 인목
인목(鱗木)은 세계 각지의 층에서 발견되는 레피도덴드론속(Lepidodendron) 화석 석송류의 총칭이다. 고생대 석탄기에 번성하였다가 페름기에 절멸하였다.
"레피도덴드론"(Lepidodendron)이라는 이름은 그리스어 "비늘"을 의미하는 "레피도"(lepido)와 "나무"을 의미하는 "덴드론"(dendron)에서 유래했다.

## 특징
높이 30m, 굵기 2m에 달하는 커다란 나무로 자라면서 가지와 뿌리가 2개씩 연속적으로 갈라졌다. 작은 가지 끝에는 잎이 밀생하지만 굵은 가지와 원줄기에는 잎이 떨어진 자리만이 있다. 잎이 떨어진 자리가 비늘처럼 조밀하게 배열되어 뱀가죽의 비늘같이 보이므로 인목이라고 한다. 잎은 비늘같이 생기고 1개의 잎맥이 있으며 밑부분이 갑자기 넓어져서 줄기에 달리는 부분이 사각형의 엽침이 되어 줄기에 붙어 있다. 잎이 떨어진 자리는 이 엽침 속에 남아 있는 마름모꼴 부분이며 1개의 엽맥흔과 2개의 통기조직 등이 3개의 점처럼 보이고 그 위에 설엽(舌葉)이 달렸던 흔적이 있다. 횡단면에서 원생중심주와 두꺼운 피층을 볼 수 있고 형성층 활동에 의하여 옆으로 생장하였다. 땅속의 부분도 가지처럼 2개씩 갈라지고 가는 가지에서 뿌리가 돋았다. 뿌리가 달리는 가지를 담근체라 하며 이 담근체를 스티그마리아(stigmaria)라고 한다. 담근체는 땅속줄기나 부리가 달리는 가지라고 할 수 있다. 가지 끝에 아포엽이 모여서 포자낭수를 만든다. 아포엽 겨드랑이에 포자가 1개씩 달리고 포자에는 크고 작은 것이 있다

## 같이 보기
- 식물의 진화

## 참고 문헌
- Davis, Paul; Kenrick, Paul (2004). 《Fossil Plants》. Washington, DC: Smithsonian Books. ISBN 158834181X.
- Morran, Robin C. (2004). 《A Natural History of Ferns》. Portland: Timber Press. ISBN 0881926671.
- "Plant fossils of the British Coal Measures" by Christopher J.Cleal and Barry A.Thomas, publ. The Palaeontological Association, London, 1994, 222 pages, ISBN 0-901702-53-6.